# Athis (Marne)
Athis ist eine französische Gemeinde im Département Marne in der Region Grand Est. Sie hat eine Fläche von 16,97 km² und 888 Einwohner (2022). 
Athis liegt am Südrand des hier vier Kilometer breiten Marnetales, etwa auf halbem Weg zwischen den Städten Épernay und Châlons-en-Champagne. Nachbargemeinden sind Tours-sur-Marne, Cherville, Jâlons, Champigneul-Champagne, Pocancy, Les Istres-et-Bury und Plivot.
Im Zweiten Weltkrieg befand sich hier der Flugplatz Athis.

## Weblinks

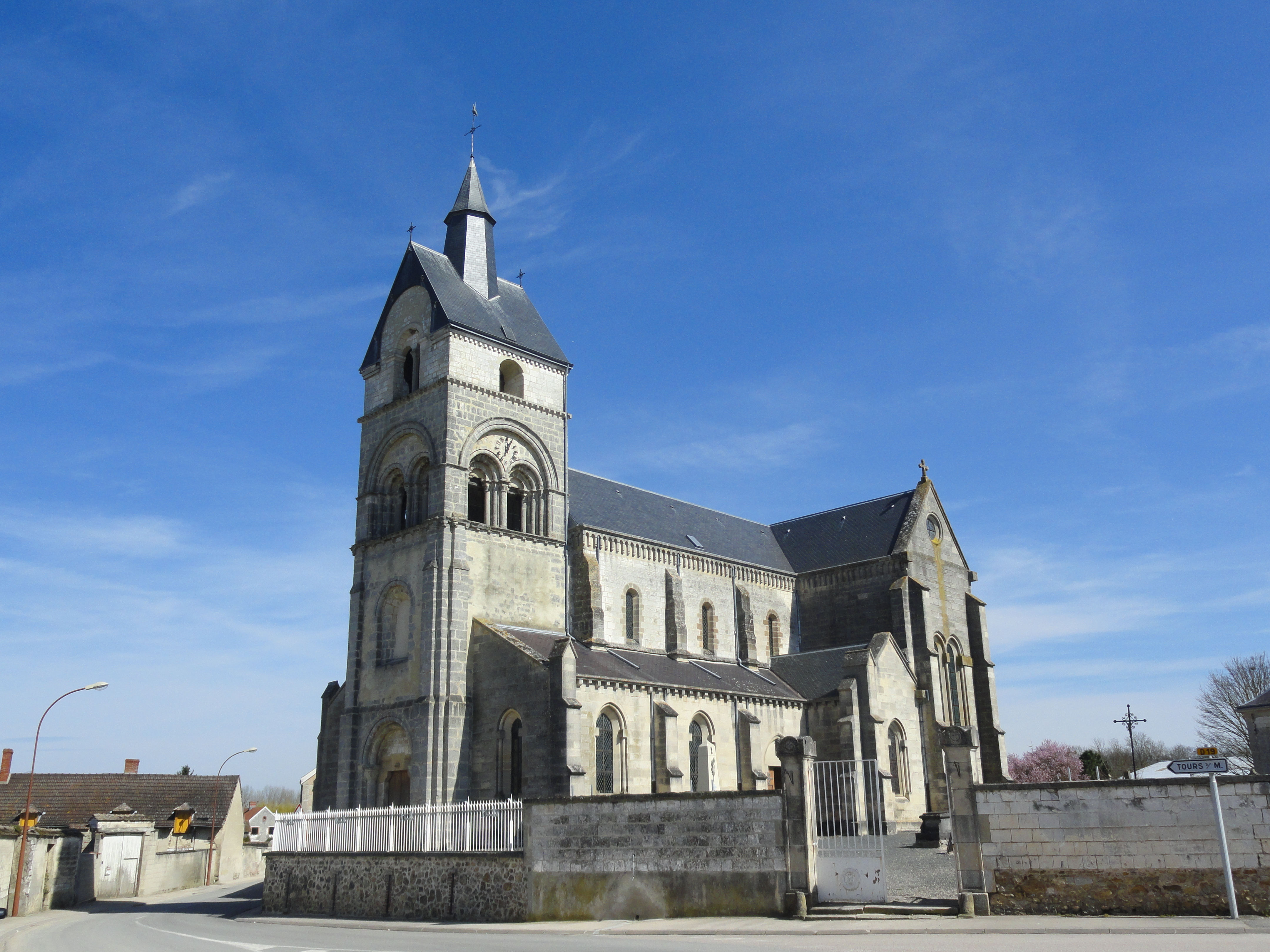
Kirche Saint-Rémi

## Bevölkerungsentwicklung
| Jahr                       | 1962 | 1968 | 1975 | 1982 | 1990 | 1999 | 2005 | 2011 | 2018 |
| -------------------------- | ---- | ---- | ---- | ---- | ---- | ---- | ---- | ---- | ---- |
| Einwohner                  | 538  | 547  | 547  | 588  | 669  | 758  | 823  | 823  | 892  |
| Quellen: Cassini und INSEE |      |      |      |      |      |      |      |      |      |

## Sehenswürdigkeiten
- Kirche Saint-Rémi
- Château d’Athis